# シクロペンタジエニルアリルパラジウム
シクロペンタジエニルアリルパラジウム（cyclopentadienyl allyl palladium）は、化学式(C5H5)Pd(C3H5)で表される有機金属試薬である。この赤みがかった固体はパラジウムの薄膜化学気相成長に用いられる。

## 調製
シクロペンタジエニルアリルパラジウムはπ-アリルパラジウム錯体とシクロペンタジエニルナトリウムとの反応によって生産される。
{\displaystyle {\ce {2(C5H4)Na\ + (C3H5)2Pd2Cl2 -> 2(C5H4)Pd(C3H5)\ + 2NaCl}}}

## 構造および反応
18電子錯体 (18-Electron rule) は、Cs対称性を持つハーフサンドイッチ構造をとっている。本化合物は単量体で揮発性があり不快な匂いがする。一般的な有機溶媒に可溶である。窒素雰囲気下−20 °C以下で保存する。
{\displaystyle {\ce {C3H5PdC3H5 -> Pd(0)\ + C5H5C3H5}}}
本化合物はアルキルイソシアニドと容易に反応し、Pd(CNR)2クラスターを生成する。また、嵩高いアルキルホスフィンと反応し、二配位パラジウム(0)錯体を生成する。
{\displaystyle {\ce {(Cp)Pd({\mathit {allyl}})\ +2L->PdL2\ +C5H5C3H5}}}